# Roaring Fork River
Der Roaring Fork River ist ein 113 Kilometer langer linker Nebenfluss des Colorado River im US-Bundesstaat Colorado. Der Fluss entspringt oberhalb von Aspen in der Sawatch Range im Pitkin County westlich des Independence Passes. Kurz darauf mündet der Difficult Creek und später in Aspen der Castle Creek. Bei Basalt überquert er die Grenze zum Eagle County. Dort mündet der Fryingpan River. Bei El Jebel überquert er die Grenze zum Garfield County. Unterhalb von Carbondale mündet der Crystal River in den Roaring Fork River. Weitere Zuflüsse sind der Snowmass Creek, der Brush Creek, der Maroon Creek und der Woody Creek. Der Roaring Fork River speist auch das Twin Lakes Reservoir.
Die Mündung in den Colorado River liegt bei Glenwood Springs.